# جوزف مک‌نیل
جوزف مک‌نیل (انگلیسی: Joseph McNeil؛ زادهٔ ۲۵ مارس ۱۹۴۲) فرد نظامی است. وی یکی از اعضای اصلی تحصن گرینزبورو بود.
وی همچنین برندهٔ جوایزی همچون نشان هوایی شده‌است.